# Plasa Nădușita, județul Soroca
Plasa Nădușita a fost o unitate administrativ-teritorială din perioada interbelică, în județul Soroca din România. Plasa a fost înființată în anul 1925, după aprobarea legii cu privire la unificarea teritorial-administrative a României și a existat până la reforma administrativă din 1929. În anul 1938 plasa Nădușita a fost reînființată în componența aceluiași județ din cadrul ținutului Prut și a existat până la anexarea Basarabiei de către Uniunea Sovietică în anul 1940. Plasa a existat între anii 1941-1944.

## Localități
| Comună            | Sate                     | Amplasarea în prezent |
| ----------------- | ------------------------ | --------------------- |
| 1. Chetrosu       |                          |                       |
| Chetrosu          | Chetrosu, Drochia        |                       |
| Șuri              | Șuri, Drochia            |                       |
| Șureli            | Șurii Noi, Drochia       |                       |
| 2. Căinarii Vechi |                          |                       |
| Bezeni            | Bezeni, Florești         |                       |
| Căinarii-Vechi    | Căinarii Vechi, Soroca   |                       |
| Isvoarele         | Izvoarele                |                       |
| Scăeni            | Scăieni, Florești        |                       |
| 3. Dumbrăveni     |                          |                       |
| Dumbrăveni        | Dumbrăveni, Soroca       |                       |
| Parcani           | Parcani, Soroca          |                       |
| Vădeni            | Vădeni, Soroca           |                       |
| 4. Nădușita       |                          |                       |
| Baroncea          | Baroncea, Drochia        |                       |
| Dominteni         | Dominteni, Drochia       |                       |
| Nădușita          | Gribova, Drochia         |                       |
| Popeștii-Noui     | Popeștii Noi, Drochia    |                       |
| Petreni           | Petreni                  |                       |
| 5. Popești        |                          |                       |
| Bulbocii-Noui     | Bulbocii Noi, Soroca     |                       |
| Bulbocii-Vechi    | Bulboci, Soroca          |                       |
| Popeștii-de-Jos   | Popeștii de Jos, Drochia |                       |
| Popeștii-de-Sus   | Popeștii de Sus, Drochia |                       |
| 6. Țarigrad       |                          |                       |
| Căetănești        | Pervomaiscoe, Drochia    |                       |
| Drochia-Gara      | Drochia                  |                       |
| Ghica-Vodă        | Miciurin, Drochia        |                       |
| Serghiești        | Sergheuca, Drochia       |                       |
| Țarigrad          | Țarigrad, Drochia        |                       |